# Sint-Gummarustoren
De Sint-Gummarustoren  is een stadstoren in de stad Lier, in de Belgische provincie Antwerpen. In 1378 werd begonnen met de bouw van de toren. De Sint-Gummaruskerk werd er vanaf 1425 omheen gebouwd.

## Bouwgeschiedenis
De Peperbus, zoals de schrijver Felix Timmermans de 14e-eeuwse Sint-Gummarustoren ooit noemde, is gewijd aan de heilige Gummarus van Lier.
De bouw van de toren startte in 1378. Door meerdere rampen werd de toren pas in 1540, enkele eeuwen later voltooid. Door deze lange periode is deze toren een mengeling van verschillende bouwstijlen. Het onderste deel van de toren is gotisch, de daaropvolgende achtkant is laat-gotisch, de daaropvolgende achtkant is laat-barok en de huidige torenbekapping is rococo. Deze bekapping was vroeger een torenspits maar na meerdere branden door blikseminslagen werd de torenspits vervangen door de huidige "peperbus." De volledige toren is eigendom van de stad Lier, daarom is de toren een stadstoren en geen kerktoren. Dit is duidelijk te zien bovenaan de toren: er wapperen vlaggen van de stad Lier en langs vier kanten van de toren is in de steen het wapenschild van de stad Lier aangebracht. De kleine spits verder op het dak van de kerk is wel eigendom van de kerkfabriek.
Tussen 1973 en 1979 werd de Sint Gummarustoren gerenoveerd. De beiaard werd in 2004 gerenoveerd vanwege 300 jaar beiaard Lier.

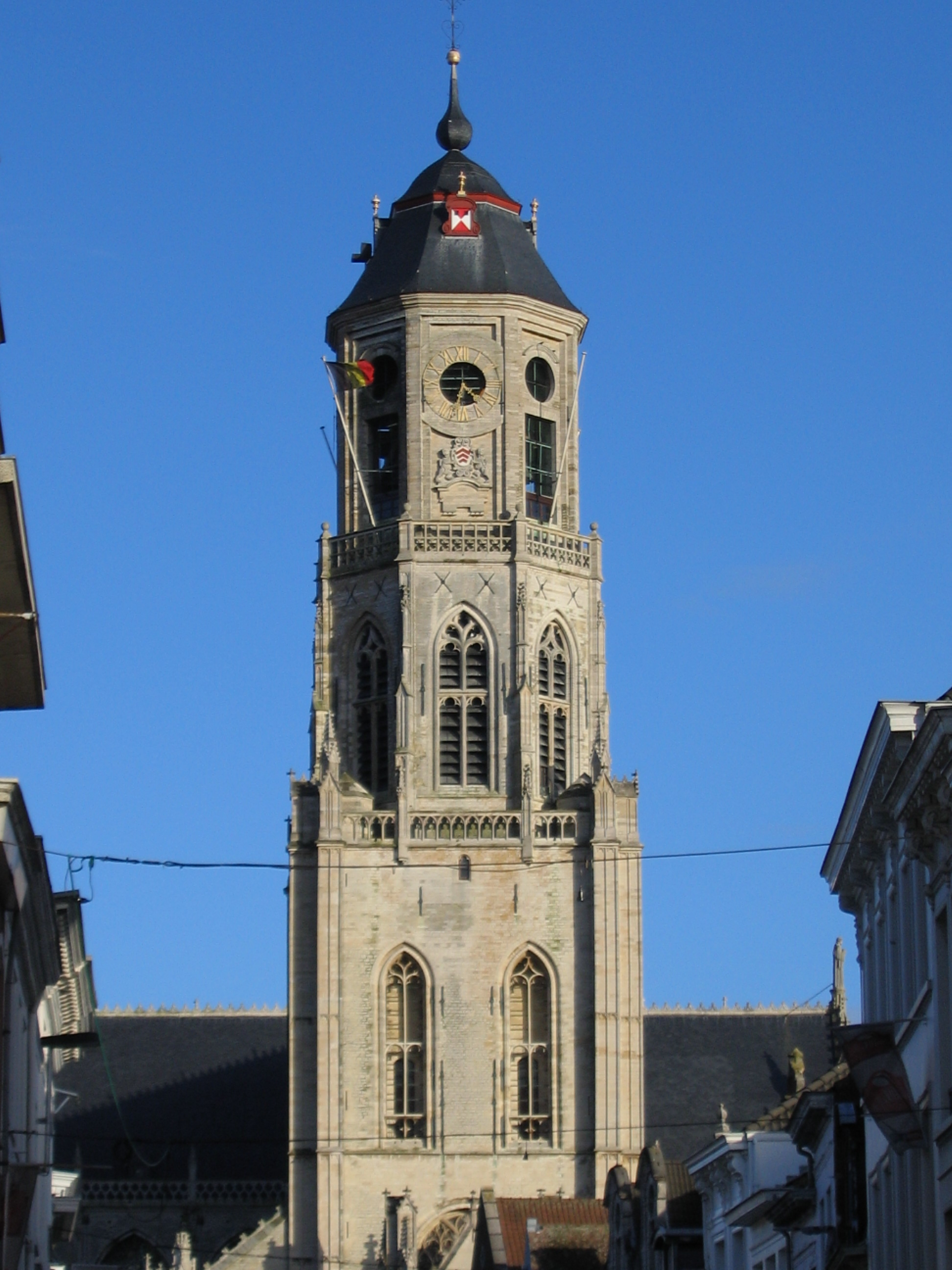
De Peperbus

## Etages in de toren
Een bezoek aan de Sint-Gummarustoren kan enkel na schriftelijke aanvraag bij de stad Lier. Op Open Monumentendagen en tijdens de jaarlijkse Gummarusfeesten is de 83 meter hoge toren te beklimmen. De toegang tot de toren bevindt zich links van het hoofdportaal van de Sint-Gummaruskerk. Een wenteltrap leidt naar de eerste etage, de kraanzolder, waar een kraan uit de 15e eeuw is te bezichtigen. Deze kraan werd aangedreven door een rad waarin mensen liepen. Dit bracht een katrol in beweging die men gebruikte om klokken en andere materialen via vloerluiken tot boven in de toren te hijsen.
Op de volgende verdieping bevindt zich het oorspronkelijk uurwerkmechanisme. Tegenwoordig is dit systeem automatisch en doet de installatie enkel nog dienst om de uurklokken aan te drijven. Dit uurwerkmechanisme dateert uit 1395, en werd in 1706 aangekocht door de Stad Lier   (België)  van de gemeente Maastricht. Dit uurwerkmechanisme behoort tot de oudste nog werkende ter wereld. Op de volgende verdieping hangen de acht luidklokken van de Sint-Gummarustoren. Daarboven is de etage waar vroeger de torenwachter zijn verblijf had. Deze is leeg om in de toekomst plaats te maken voor een permanente tentoonstelling over de toren. Op de voorlaatste verdieping is een authentieke springtrommel te zien. Op de laatste verdieping hangen alle 52 beiaardklokken en de uurklokken. (Sint-Gummarusklok 7,5 ton). Verder gaat er alleen een houten trap naar het uitkijkplatform in de toren, waar het beiaardinstrument staat. Bij helder weer zijn vanaf hier de Sint-Romboutstoren (Mechelen), O.L Vrouwetoren (Antwerpen) en het Atomium (Brussel) te zien.

## Beiaard, klokken en springtrommel
Na de renovatie van de Sint-Gummarustoren in 1976 werden alle luidklokken die tot op de draad versleten waren verwijderd. Er werden vier nieuwe klokken gegoten door Sergeys met de toonhoogten: D1, E2, H1 en E1. Verder hing men er ook twee oude beiaardklokken:
een Daemsklok uit 1703 met toonhoogte F1 en een Michielsklok uit 1920 met toonhoogte C2. Deze werden in 2004 vervangen door nieuwe luidklokken van klokkengieter Eijsbouts.
De Sint-Gummarustoren herbergt ook een beiaard met ongeveer 59 klokken, de zwaarste van België. De beiaard kan bespeeld worden door de stadsbeiaardier of automatisch door de 18e-eeuwse springtrommel. Deze speelt normaal om het kwartier een bekend deuntje. Uniek aan deze springtrommel is dat deze na een volledige omloop (één uur) 1,5 cm verspringt waardoor er acht verschillende deuntjes kunnen gespeeld worden per twee uur. Na twee uur verspringt het klavier van de springtrommel 1,5 cm terug. De trommel heeft de langste speelduur van België en is de enige nog werkende springtrommel in zijn soort ter wereld. De springtrommel speelt deuntjes tussen negen uur 's morgens en negen uur 's avonds. De beiaard werd in 2004 gerenoveerd.

## Trivia
Onder de bekende personen die de Sint-Gummarustoren ooit beklommen was onder anderen Filips de Schone (1497), tijdens zijn intrede in Lier een jaar nadat hij in de Sint-Gummaruskerk huwde met Johanna Van Castilië. Koning Leopold III beklom de toren in 1944. Armand Pien, ex-weerman bij de VRT, beklom de toren ook tijdens zijn bezoek aan de Zimmertentoonstelling.